# マツダ・アンフィニMS-9
アンフィニ MS-9 (Ẽfini MS-9) は、マツダが展開していた販売店ブランドアンフィニ（旧マツダオート）で、1991年11月から1994年6月にかけて販売されたEセグメントに属する高級セダンである。
車名のMS-9は、英語で「大いなる思い」を意味するMegalo Spiritsの頭文字と車格を示す9とを組み合わせできた造語で、「無限大に広がる喜びを提供するサルーン」の意味合いが込められている。

## 概要
1991年10月発売。当時マツダが推し進めていた販売店舗網の多チャンネル化に伴い、同年5月に発売されたセンティアをベースに、フロントグリルやアルミホイールといった主要パーツの一部意匠変更を施したモデルで、アンフィニにおけるフラッグシップモデルとして位置づけられていた。
主要パーツの一部意匠変更のほか、センティアには設定されない「ブラックフォレストマイカ」がMS-9の専用色としてボディカラーに設けられるなど差別化は図られたものの、ボディやエンジンといった基盤メカニズムをすべて共有するためか、両車を事実上の同一モデルとして捉える向きがある。
バブル崩壊とマツダの経営悪化に伴い、1993年12月をもって販売終了となり、翌1994年1月にマイナーチェンジを実施するセンティアに統合される形で同年6月に販売を終了した。

## ラインナップ
| グレード名称 | 生産年度             | 車両型式 | 排気量 | 新車価格  | 備考 |
| ------------ | -------------------- | -------- | ------ | --------- | --- |
| 25タイプI    | 1991年10月-1993年6月 | E-HD5S   | 2.494L | 275.0万円 | |
| 25タイプII   | 1991年10月-1993年6月 | E-HD5S   | 2.494L | 299.0万円 | |
| 30タイプIII  | 1991年10月-1993年6月 | E-HDES   | 2.954L | 358.0万円 | |
| 30タイプIV   | 1991年10月-1993年6月 | E-HDES   | 2.954L | 414.0万円 | |
| 30タイプJ    | 1992年10月-1993年6月 | E-HDES   | 2.954L | 367.0万円 | アンフィニ店開業1周年を記念した特別仕様車「30タイプJ」を新設定。                                           |
| 25タイプSE   | 1993年6月-1994年6月  | E-HD5S   | 2.494L | 282.6万円 | 一部改良を実施。 「25タイプI」を廃止するとともに、「25タイプSE」、「25タイプIII」、「30タイプJ」を新設定。 |
| 25タイプII   | 1993年6月-1994年6月  | E-HD5S   | 2.494L | 300.0万円 | 一部改良を実施。 「25タイプI」を廃止するとともに、「25タイプSE」、「25タイプIII」、「30タイプJ」を新設定。 |
| 25タイプIII  | 1993年6月-1994年6月  | E-HD5S   | 2.494L | 320.0万円 | 一部改良を実施。 「25タイプI」を廃止するとともに、「25タイプSE」、「25タイプIII」、「30タイプJ」を新設定。 |
| 30タイプJ    | 1993年6月-1994年6月  | E-HDES   | 2.954L | 317.0万円 | 一部改良を実施。 「25タイプI」を廃止するとともに、「25タイプSE」、「25タイプIII」、「30タイプJ」を新設定。 |
| 30タイプIII  | 1993年6月-1994年6月  | E-HDES   | 2.954L | 350.0万円 | 一部改良を実施。 「25タイプI」を廃止するとともに、「25タイプSE」、「25タイプIII」、「30タイプJ」を新設定。 |
| 30タイプIV   | 1993年6月-1994年6月  | E-HDES   | 2.954L | 414.0万円 | 一部改良を実施。 「25タイプI」を廃止するとともに、「25タイプSE」、「25タイプIII」、「30タイプJ」を新設定。 |